# Fazenda Vilanova
Fazenda Vilanova este un oraș în Rio Grande do Sul (RS), Brazilia.